# جزایر تیوا
جزیره تیوا (به انگلیسی: Tiwi Islands) یک سکونتگاه مسکونی در استرالیا است که در قلمرو شمالی (استرالیا) واقع شده‌است.

## خصوصیات
جزیره تیوا ۸٬۳۲۰ کیلومترمربع مساحت و ۲٬۵۷۹ نفر جمعیت دارد.